# Теорема Нортона
Теорема Нортона, или теорема Нортона о замене, — одна из основных теорем в теории электрических цепей. Эта теорема аналогична теореме Тевенена, но представляет собой замену исходной части цепи на эквивалентный источник тока в параллель с сопротивлением.
Теорема Нортона утверждает, что любая линейная электрическая цепь с двумя выводами может быть представлена в виде параллельного соединения источника тока и сопротивления. Точно так же, как теорема Тевенена утверждает, что эта же цепь может быть представлена в виде последовательного соединения источника напряжения и сопротивления.
Таким образом, теорема Нортона облегчает анализ сложных цепей, заменяя их эквивалентной простой схемой, что упрощает расчёты и понимание их поведения.